# Balogunyom
Balogunyom è un comune dell'Ungheria di 1.193 abitanti (dati 2001). È situato nella contea di Vas.